# Echinogammarus berilloni
Echinogammarus berilloni is een vlokreeftensoort uit de familie van de Gammaridae. De wetenschappelijke naam van de soort is voor het eerst geldig gepubliceerd in 1878 door Catta.